# 横山玲奈
横山 玲奈（よこやま れいな、2001年2月22日 - ）は、日本の歌手、アイドル、ラジオパーソナリティ。ハロー!プロジェクトの女性アイドルグループモーニング娘。の13期メンバー。埼玉県出身。ハロプロ研修生出身。アップフロントプロモーション所属。

## 経歴
2016年
- 1月より実施された「モーニング娘。'16 新世紀メンバーオーディション」に応募。3次審査まで進出した。
- 8月、ハロプロ研修生に加入。
- 9月4日、『Hello! Project 研修生発表会 2016 9月 〜SINGING!〜』にて、ステージ上でパフォーマンスを初披露。
- 11月3日 - 20日、東京・池袋シアターグリーン BIG TREE THEATERで上演された舞台『ネガポジポジ』に出演。
- 12月12日、東京・日本武道館で行われた全国ツアー『モーニング娘。'16コンサートツアー秋 〜MY VISION〜』の最終公演の中で、加賀楓とともにモーニング娘。13期メンバーに選ばれたことが発表された。

2017年
- 1月2日に東京・中野サンプラザで行われた『Hello! Project 2017 WINTER 〜Crystal Clear〜』にて、モーニング娘。メンバーとして初めてコンサートのステージに立った。
- 1月26日から公式ブログ『モーニング娘。'17 13期オフィシャルブログ』がスタートした。
- 1月29日、モーニング娘。'17の工藤遥・加賀楓・横山玲奈によるLINE LIVEの中でよこやんという愛称が決定。
- 12月16日よりMBSラジオ『ヤングタウン土曜日』の新アシスタントMC（ヤン娘。）となった。デビュー1年未満での抜擢であった。

2018年
- 5月5日、北海道・わくわくホリデーホールで行われた『モーニング娘。誕生20周年記念コンサートツアー2018春 〜We are MORNING MUSUME。〜』の昼公演にて、加入後100公演を達成。
- 6月27日、ワニブックスよりファースト写真集『THIS IS REINA』を発売。

2019年
- 8月27日、ワニブックスより1年2か月ぶりとなる2nd写真集『REINA is eighteen 〜N to S〜』を発売。

2020年
- 7月12日、Instagramを開始。

2021年
- 10月13日、三菱重工浦和レッズレディース 2021-2022シーズン応援アンバサダーに起用されることが発表された。

2022年
- 10月27日、『ラジオ番組表2022年秋号』にて名アシスタント部門の1位に選出された。

2023年
- 6月27日、これまで公式ニックネームがなかったが、つんく♂とモーニング娘。12期&13期メンバーによるスペシャル座談会の中でつんく♂からよっさんというニックネームをつけてもらったことがnoteにて公開され、同日、公式プロフィールにも掲載された。

2025年
- 7月10日、同年秋に開催される予定のコンサートツアーをもって同グループ12期メンバーの羽賀朱音と共にモーニング娘。'25およびハロー!プロジェクトを卒業し、芸能活動を終了することを発表した。

## 人物
- 愛称は、よっさん[1][2]、よこやん[3]。イメージカラーはゴールドイエロー[25]。
- 血液型O型[1]。身長152.7 cm[26]。
- 趣味は音楽を聴くこと[1]、踊ること[1]、ラジオを聴くこと[27]。
- 特技はアルトサックスを吹くこと[1]、ジャズダンス[5]。ジャズダンスは幼稚園のころに始めた[28]。
- アイドルになる前から私立恵比寿中学のファンであり[29]、自身のデビュー後は、笑顔などアイドルとしての立ち居振る舞いの参考にもしている[30]。
- 山里亮太を尊敬しており、小説やエッセーは毎回発売日に買うくらい憧れの存在である。そのため、山里の結婚発表当初はひどく落ち込み傷心していた[31]。
- 四千頭身が大好きで[32]、いつも聴いているというラジオ番組『四千ミルク』に自身が出演した際はものすごく感動していた[33]。
- ハロー!プロジェクト内でよく話すメンバーとして、主にモーニング娘。12期メンバーの羽賀朱音、および同15期メンバーの北川莉央や岡村ほまれを挙げている。
- 横山の周りの女の子に対して「かわいい」と言うと横山が「ありがとうございます!」と言い、その後「お前じゃない」と言われると「もぅー」や「あぶない、あぶない」と言うギャグ（明石家定食）を明石家さんまから伝授されている[34]。
- 地元埼玉県をホームとしているJリーグ・浦和レッズのサポーター[35]。推しは関根貴大選手である[36]。
- ハロプロ研修生から正規メンバーに昇格したのが早かったため、2013年から毎年春に行われている『ハロプロ研修生発表会 春の公開実力診断テスト』に参加した経験がない。2025年7月現在、横山以降に正規メンバーに昇格した人物の中で、公開実力診断テストを一度も受けていない人はいない。

## 作品

### 配信楽曲
- ミンミンロケンロー! / 船木結(アンジュルム/カントリー・ガールズ）、横山玲奈(モーニング娘。'17)（2017年7月28日、UP-FRONT WORKS）UFDL-1356[37]

### 映像作品
- First REINA YOKOYAMA（2018年7月4日、zetima/UP-FRONT WORKS）EPXE-5134[38]

## 出演

### コンサート
- Hello! Project 研修生発表会 2016 9月 〜SINGING!〜 （2016年9月4日・24日・25日、Zepp Tokyo[10]・Zepp Namba・Zepp Nagoya）[11]
- Hello! Project 研修生発表会 2016 12月 〜EXCITING!〜（2016年12月11日・18日・23日、Zepp Namba・Zepp Tokyo・Zepp Nagoya）[39]

### イベント
- eスポーツスターリーグ バトルチャンピオンシップ #II（2018年8月6日、テレビ朝日・六本木ヒルズ 夏祭り SUMMER STATION 六本木ヒルズアリーナ特設ステージ）

### 舞台
- 演劇女子部「ネガポジポジ」（2016年11月3日 - 20日、シアターグリーン BIG TREE THEATER）[12]
- 演劇女子部「ファラオの墓」（2017年6月2日 - 11日、サンシャイン劇場） - パビ 役
- 演劇女子部「ファラオの墓 〜蛇王・スネフェル〜」（2018年6月1日 - 10日、サンシャイン劇場 / 15日 - 17日、大阪メルパルクホール） - ルー 役

### インターネット
- 矢口真里の火曜The NIGHT（2021年11月30日、AbemaTV） - 代理MC

### ラジオ
- GIRLS♥GIRLS♥GIRLS =FULL BOOST= 「モーニング娘。'21のモーニングダイアリー」（2017年4月6日 - 2021年3月11日、FM-FUJI）[40]
- MBSヤングタウン土曜日（2017年12月16日 - 、MBSラジオ） - アシスタント[注 4]
  - モーニング娘。'20のMBSヤングタウン（2020年1月25日） - 譜久村聖・小田さくら・羽賀朱音と共演[42]
  - 飯窪春菜と横山玲奈2人っきりのMBSヤングタウン（2021年1月2日） - 飯窪春菜と共演[43]
  - 横山玲奈とモーニング娘。'24のMBSヤングタウン（2024年1月6日） - 櫻井梨央・井上春華・弓桁朱琴と共演[44]
- 今日は一日“ハロプロ”三昧（2019年8月16日、NHK FM） - ゲスト

## 書籍
- 身長差悩みあるあるWorld『コンプレックスにサヨウナラ!』 熊井友理奈&ミニーズ。?（2018年10月15日、オデッセー出版、販売：ワニブックス、撮影：天日恵美子） ISBN 978-4-8470-8155-2[45]

### 写真集
- THIS IS REINA（2018年6月27日、ワニブックス、撮影：西田幸樹） ISBN 978-4-8470-8126-2[46]
- REINA is eighteen 〜N to S〜（2019年8月27日、ワニブックス、撮影：西田幸樹） ISBN 978-4-8470-8231-3[47]

## 所属グループ・ユニット
- モーニング娘。（2016年 - 2025年予定）
  - モーニング娘。20th（2017年 - 2018年）[注 5]
- シャッフルユニット
  - ハロプロ・オールスターズ（2018年 - 2020年）
- 企画ユニット
  - ミニーズ。?（2018年 - 2020年）